# 印在謹
印 在謹（イン・ジェグン、朝鮮語: 인재근、1953年11月11日 - ）は、韓国における社会運動家、政治家である。夫は2011年12月に他界した韓国民主化運動の指導者で政治家であった金槿泰。

## 歩み
梨花女子大学校社会学科在学中から民主化運動に参加、1980年代の所謂第五共和国（全斗煥政権）時代は在野の民主化運動組織である民主化実践家族運動協議会（民家協）や民主統一民衆運動連合（民統連）で活動した。金槿泰が1985年に逮捕された際、警察での取調中に電気拷問が行われた事実を暴露するなど、逮捕投獄されることが多かった金槿泰の活動を献身的に支えた。1987年には金槿泰とともにロバート・ケネディ人権賞を受賞した。2011年12月に金槿泰が拷問によって生じたパーキンソン病で他界した後、彼の意志を引き継ぐ形で民主統合党から12年4月に行われた総選挙に出馬、初当選を果たした。
2014年3月に民主党と新政治連合が合同して結成された新政治民主連合では、7月の国会議員再補選惨敗後に党立て直しを図るため同年9月に発足した臨時党指導部（非常対策委員会）を構成する委員に任命された。
2024年2月14日に同年の第22代総選挙への不出馬を表明した。

## 経歴
1953年11月11日：京畿道江華郡（現・仁川広域市江華郡）の喬桐島にて出生
- 梨花女子大社会学科卒
- 民家協総務（前）
- 梨花女子大民主同友会会長（前）
- 民主争取国民運動本部常任執行委員（前）
- 韓半島財団理事長（現）
- 愛の練炭分かち合い運動理事（現）
- 愛の仲間達運営委員長（現）
- 人権医学研究所理事（現）
- 統一迎え理事（現）
- 道峰希望奉仕団団長（現）
- 緑色環境運動指導委員（現）
- 新政治民主連合非常対策委員（現）

出典：프로필（プロフィール）印在謹ホームページ（2013年2月16日閲覧）